# Shaft (film 2000)
Shaft – amerykańsko-niemiecki film sensacyjny z 2000 roku, na podstawie powieści Ernesta Tidymana.

## Główne role
- Samuel L. Jackson – John Shaft

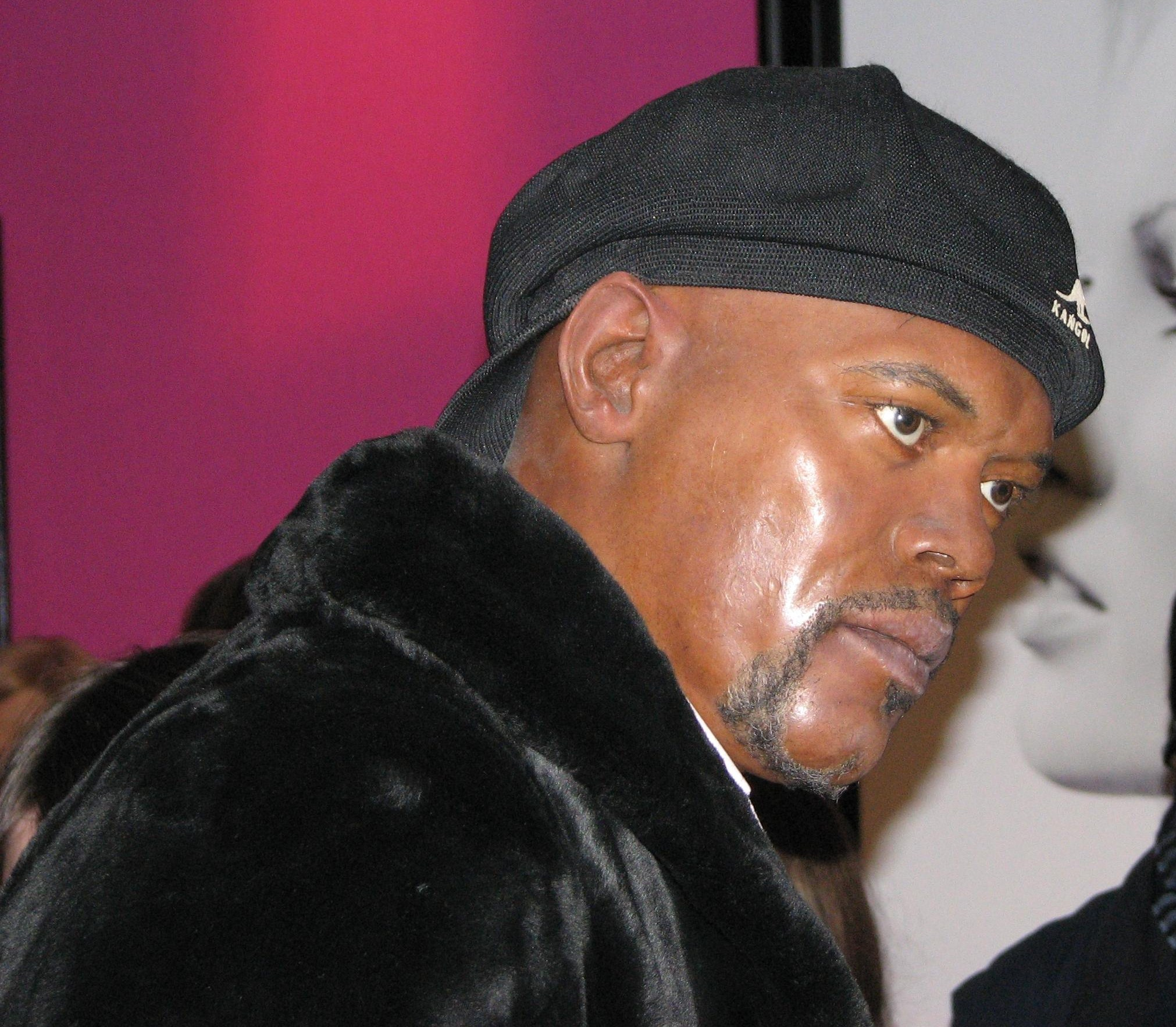
Figura Samuela L. Jacksona (John Shaft)

Budynek New York County Courthouse tworzący scenografię filmu

- Jeffrey Wright – Peoples Hernandez
- Christian Bale – Walter Wade
- Busta Rhymes – Rasaan
- Vanessa Williams – Carmen Vasquez
- Toni Collette – Diane Palmieri
- Dan Hedaya – detektyw Jack Roselli
- Richard Roundtree – wuj John Shaft